# Ehrenfried Walther von Tschirnhaus

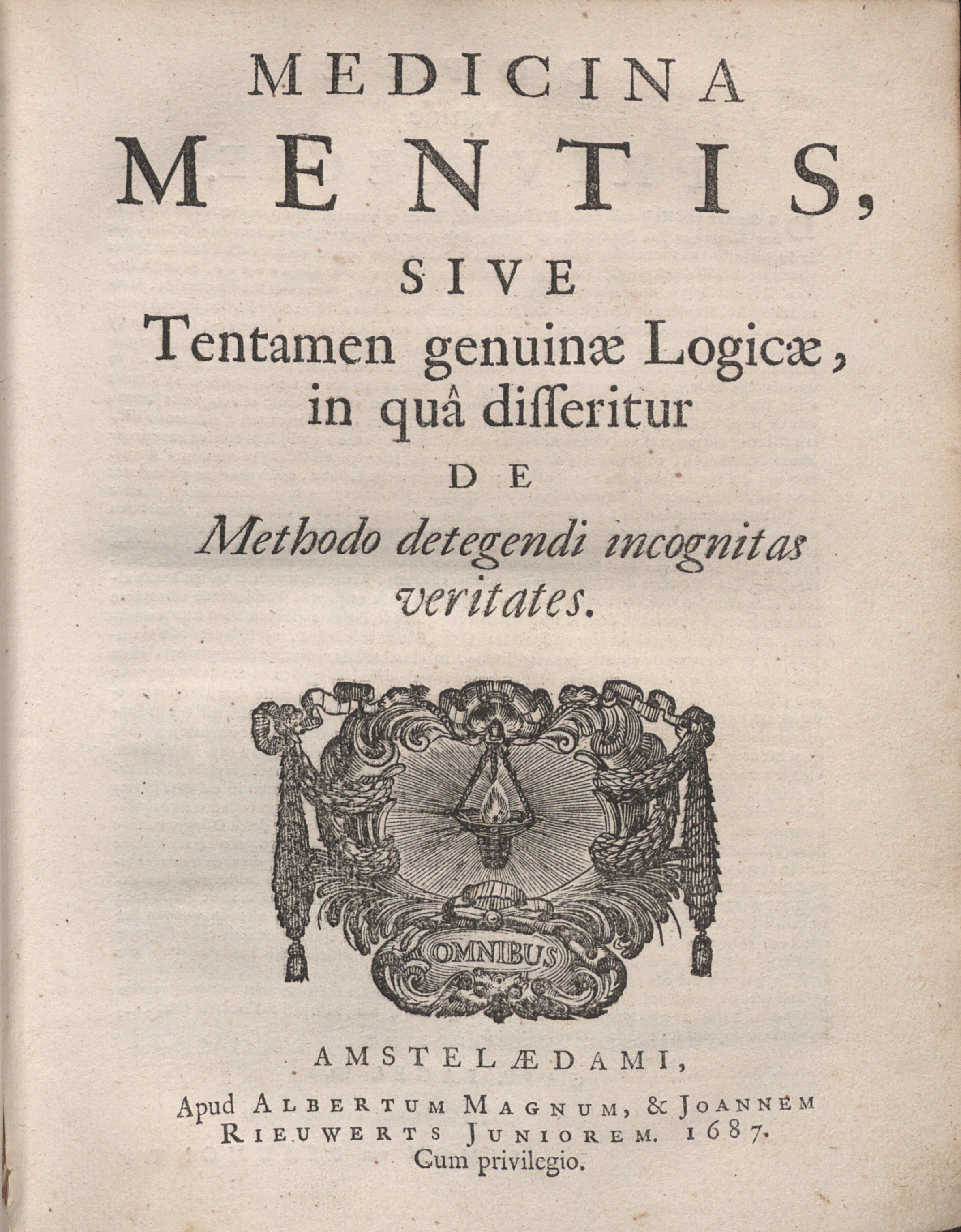
Medicina mentis (BEIC)

Ehrenfried Walther von Tschirnhaus (ur. 10 kwietnia 1651 w Kieslingswalde, późniejsze Sławnikowice, zm. 11 października 1708 w Dreźnie) – niemiecki uczony: filozof, matematyk, fizyk i technolog, wynalazca europejskiej porcelany (zob. porcelana miśnieńska).

## Życiorys
Urodził się jako siódme dziecko w rodzinie saskiego urzędnika sądowego Christopha von Tschirnhaus i jego żony baronówny Elisabeth Eleonory von Achil Stirling.
Mimo że Chińczycy wynaleźli porcelanę w VII w., to technologię jej produkcji w Europie opracował dopiero Tschirnhaus 1000 lat później. Jego uczniem był Johann Friedrich Böttger, który kontynuował jego prace badawcze. Przed odkryciem prac Tschirnhausa, za wynalazcę procesu fabrykacji europejskiej porcelany uważany był Böttger.
Budynek Kieslingswalde w Sławnikowicach, w którym urodził się i mieszkał Tschirnhaus, po II wojnie światowej służył jako szkoła podstawowa. Po likwidacji szkoły budynek trafił w ręce prywatne i przeznaczony jest obecnie na cele mieszkalne.